# Eumyias
Az Eumyias  a madarak osztályának verébalakúak (Passeriformes) rendjébe és a légykapófélék (Muscicapidae) családjába tartozó nem.

## Rendszerezésük
A nemet Jean Cabanis német ornitológus írta le 1850-ben, az alábbi fajok tartoznak ide:
- Eumyias albicaudatus
- Eumyias indigo
- Eumyias sordidus
- Eumyias thalassinus
- Eumyias panayensis
- Eumyias additus[1] vagy Rhinomyias additus[2]

## Előfordulásuk
Dél- és Délkelet-Ázsiában honosak. Természetes élőhelyeik a szubtrópusi vagy trópusi esőerdők, egyéb erdők és cserjések, valamint emberi környezet. Állandó, nem vonuló fajok.

## Megjelenésük
Testhosszuk 14-17 centiméter körüli.